# 威尼斯魅影謀殺案
《威尼斯魅影謀殺案》（英語：A Haunting in Venice）是一部2023年英美合拍推理驚悚片，改編自阿嘉莎·克莉絲蒂的1969年推理小說《萬聖節派對》，由肯尼斯·布萊納執導，麥可·葛林撰寫劇本。主演陣容包括凱爾·艾倫、布萊納、卡米爾·科坦、傑米·道南、蒂娜·費、裘德·希爾、凱莉·雷利、里卡多·史卡馬西奧以及楊紫瓊。本作同時是肯尼斯·布萊納繼《東方快車謀殺案》和《尼羅河謀殺案》後，第三部改編自阿嘉莎·克莉絲蒂小說著作的電影。
《威尼斯魅影謀殺案》2023年9月15日於美國院線上映。這部電影獲得正面為主的評價，電影的視覺風格效果、場景、主題、演員陣容和表現獲得評論家的讚揚，但在敘事與編劇方面則獲得褒貶不一的評論。

## 故事概要
故事設定在1947年，從偵探生涯退休的赫丘勒·白羅隱居在威尼斯，這個階段的他失去了對上帝和人性的信仰，聘雇曾任警察的威塔萊·福里奧做為自己的貼身護衛。然而在萬聖夜當天，懸疑小說作家阿蕊登·奧利薇邀請和說服白羅參加著名歌劇歌手羅伊娜·德雷克舉辦的萬聖節派對和降神會。在會場上，受邀舉行通靈活動的靈媒喬伊絲·雷諾茲被揭露其實是個曾經歷第一次世界大戰戰時期的陸軍護士，同時是個騙子。據稱道，這座舉辦降靈會的宮殿，有許多孩童們的靈魂駐留此處，過去這座宮殿曾經是一家孤兒院，但因為一場瘟疫席捲這座城市，導致被收留在孤兒院的這些孩童們被關起來等死，有傳言說這些靈魂會折磨任何敢於這樣做的護士和醫生。
羅伊娜委託喬伊絲和嘗試羅伊娜的已故愛女艾莉西亞交流，據說艾莉西亞生前因為和時任未婚夫兼廚師麥克希穆·傑拉德（Maxime Gerard）解除婚約並自盡身亡。出席降神會的嘉賓分別為麥克希穆、羅伊娜的管家歐嘉·塞米諾夫、羅伊娜的家庭醫生萊斯利·費里爾醫生、萊斯利的兒子奧波德·費里爾、喬伊絲的羅姆人助理黛絲德蒙娜·霍蘭德。正當眾人舉行降神會期間，白羅推測出喬伊絲其實有兩名助理，揭露了黛絲德蒙娜同父異母的兄弟尼可拉斯躲在煙囪裡。此時喬伊斯突然用艾莉西亞的聲音說話，透露她是被其中一位客人謀殺的。白羅試圖與喬伊斯對峙，但是喬伊斯反而告訴他要放鬆一點，將面具和長袍給了他。白羅在吃蘋果時，一名身份不明的襲擊者差點把他淹死，幾秒鐘後，喬伊斯的遺體以被刺穿的姿態，留在院子裡的一座雕像上。
這時候，一場風暴切斷了宮殿與外界的聯繫管道，白羅依序向這些嘉賓調查，期間他目睹了艾莉西亞鬼魂的顯靈，甚至聽到一個年輕女孩在哼著小調。調查得出了令人困惑的結果：
- 萊斯利·費里爾醫生過去曾經是納粹時期貝爾根-貝爾森集中營的倖存者，受此經歷影響殘留創傷後壓力症候群，他愛上了羅威娜。
- 麥克希穆最初沒有受到邀請，但由於羅威娜不認可他而取消了麥克希穆和艾莉西亞的婚約，然而艾莉西亞則一心想讓她的母親開心。
- 尼可拉斯和黛絲德蒙娜一直在偷喬伊斯的錢，打算用這筆錢去密蘇裡州聖路易斯旅行，他們在流離失所者營地看了一半的《相逢聖路易》後愛上了那裡。
- 奧波德聲稱自己聽到了孩子們靈魂的聲音，這和白羅差點被淹死後一直聽到的聲音是一樣的。

當眾人發現一個收納死去兒童骸骨的地下房間時，萊斯利醫生陷入恐慌，差點殺死麥克希穆。他被鎖在音樂室裡恢復，羅威娜給了白羅唯一的鑰匙。白羅調查了麥克希穆的邀請函後，推斷阿蕊登發送了邀請函並與威塔萊密謀。威塔萊負責調查艾莉西亞的死亡，並因此案辭去警方職務，他向喬伊斯提供了私人詳細信息，至於阿蕊登則希望利用白羅無法解釋超自然現像作為她下一本書的情節。隨後萊斯利被發現時已遭刺殺身亡。
白羅將剩下的人們聚集在一起，透露羅威娜才是主導犯案的兇手：羅伊娜對女兒艾莉西亞有著強烈的控制欲，當她獲悉艾莉西亞和麥克希穆準備和解復合後，從中切斷了她與麥克希穆的聯繫，然後使用從杜鵑花中提取的少量有毒、具有致幻作用的蜂蜜，藉此削弱並照顧艾莉西亞；這種蜂蜜似乎也是白羅產生幻覺的原因。直至某夜，歐嘉在不知情的情況下給艾莉西亞喝了含有致命劑量杜鵑花蜂蜜的茶。羅伊娜害怕東窗事發，於是自導自演營造艾莉西亞自殺的假像，但同時開始開始收到勒索威脅時，她懷疑將艾莉西亞的死亡做為把柄、試圖威脅她的對象是喬伊斯或萊斯利。原本羅伊娜試圖淹死白羅，意識到自己將他誤認為喬伊斯，然後將喬伊斯推落導致她被雕像貫穿身軀致死。後來，羅伊娜透過宮殿的內部電話線，威脅要殺死奧波德，迫使萊斯利刺傷自己。她希望將這兩起死亡當作孩子詛咒的一部分。當白羅在屋頂上與羅伊娜對峙時，艾莉西亞的幻影（靈魂）似乎出現在他們兩人面前，將羅伊娜從建築物上拉下來，扔進運河裡淹死了。
黎明時分，白羅與阿蕊登分別，選擇不舉報威塔萊的詐欺行為。後來，白羅私下與真正勒索羅伊娜的當事者奧波德對質。奧波德解釋道，他之所以會察覺羅伊娜是真兇，是發現了父親沒注意到的中毒跡象，加著意識到羅伊娜的第一個主演角色是一部歌劇，其主角是「毒藥之王」後，將兩者聯繫起來。白羅建議奧波德和歐嘉加用這筆錢幫助霍蘭德兄妹在美國開始新生活，以澄清自己的良心。故事尾聲，白羅大致上已經恢復信仰，接著返家接受新的案件。

## 演員
- 肯尼斯·布萊納飾演赫丘勒·白羅
- 凱爾·艾倫飾演麥辛·傑拉德
- 卡米爾·科坦飾演歐嘉·塞米諾夫（Olga Seminoff）
- 傑米·道南飾演萊斯利·費里爾醫生（Dr. Leslie Ferrier）
- 蒂娜·費飾演阿蕊登·奧利薇
- 裘德·希爾（英语：Jude Hill）飾演利奧波德·費里爾（Leopold Ferrier）
- 艾瑪·萊爾德（英语：Emma Laird）飾演黛絲德蒙娜·霍蘭德（Desdemona Holland）
- 凱莉·雷利飾演羅伊娜·德雷克（Rowena Drake）
- 里卡多·史卡馬西奧飾演威塔萊·福里奧（Vitale Portfoglio）
- 楊紫瓊飾演喬伊絲·雷諾茲（Joyce Reynolds）
- 阿米爾·艾爾-馬斯利（英语：Amir El-Masry）飾演亞歷山卓·隆哥（Alessandro Longo）

## 製作
2022年3月，二十世紀影業總裁史蒂夫·阿斯貝爾（Steve Asbell）宣布第三部赫丘勒·白羅電影的劇本已經由麥可·葛林撰寫，肯尼斯·布萊納回歸執導以及主演。2022年10月，正式宣布開拍，傑米·道南、蒂娜·費、裘德·希爾、凱莉·雷利和楊紫瓊參演。

### 拍攝
主體拍攝於2022年10月31日開始進行，將於松林製片廠和威尼斯拍攝。

## 發行
《威尼斯謀殺案》於2023年9月15日美國上映。

## 反響

### 評價
爛番茄根據292條評論，本片得到新鮮度76%，均分6.5／10，觀眾投票得到77%的分數，平均得分為3.9／5，網站共識評論：「《威尼斯魅影謀殺案》是布拉納的《白羅系列》的一個更黑暗、更恐怖的版本，是一道不錯的萬聖節小吃，漂亮的視覺效果和全明星演員陣容增強了其不高的神秘感。」。在Metacritic上根據52條評論而獲得63分。

### 票房
| 上一届： 《詭修女II》 | 2023年香港一週票房冠軍 第37-38週 | 下一届： 《A.I.創世者》 |
| 上一届： 《鬼修女II》 | 2023年台北週末票房冠軍 第37週    | 下一届： 《浴血任務4》  |
| 上一届： 《詭修女II》 | 2023年香港週末票房冠軍 第38-39週 | 下一届： 《A.I.創世者》 |

## 外部連結
- 互联网电影数据库（IMDb）上《威尼斯魅影謀殺案》的资料（英文）
- 爛番茄上《威尼斯魅影謀殺案》的資料（英文）
- Box Office Mojo上《威尼斯魅影謀殺案》的资料（英文）
- Metacritic上《威尼斯魅影謀殺案》的資料（英文）
- AllMovie上《威尼斯魅影謀殺案》的资料（英文）
- 開眼電影網上《威尼斯魅影謀殺案》的資料（繁體中文）
- Yahoo奇摩電影上《威尼斯魅影謀殺案》的資料（繁體中文）
- 豆瓣电影上《威尼斯魅影謀殺案》的資料 （简体中文）